# Brännskalltjärnarna (Hede socken, Härjedalen, 694140-135933)
Brännskalltjärnarna är en sjö i Härjedalens kommun i Härjedalen och ingår i Ljusnans huvudavrinningsområde.